# Татаупа чорний
Татаупа чорний (Crypturellus berlepschi) — вид птахів родини тинамових (Tinamidae).

## Назва
Вид названо на честь німецького орнітолога та колекціонера Ганса фон Берлепша (1850—1915)..

## Поширення
Вид поширений на заході Колумбії та північному заході Еквадору. Живе в низинному вологому лісі в субтропічних до тропічних регіонах.

## Опис
Птах темно-коричневого кольору з червонуватими плямами на тімені та потилиці. Його розмір становить від 29 до 32 см. Самиця дещо важча (512—615 г) від самця (430—527 г).

## Спосіб життя
Птах живиться фруктами та ягодами на землі або чагарниках. Також їсть в невеликих кількостях безхребетних, квіти, ніжні листя, насіння і коріння. Самець насиджує яйця, які можуть бути від 4 різних самиць. Гніздо розташовується на землі у густій траві.